# Serhij Motuz
Serhij Serhijowycz Motuz, ukr. Сергій Сергійович Мотуз (ur. 6 lipca 1982 w Dniepropetrowsku) – ukraiński piłkarz, grający na pozycji napastnika, a wcześniej pomocnika.

## Kariera piłkarska

### Kariera klubowa
Wychowanek klubu Dnipro-75 Dniepropetrowsk. Występował w juniorskich mistrzostwach Ukrainy (DJuFL) w Dynamie Kijów. W 1998 rozpoczął karierę piłkarską w trzeciej, a potem w drugiej drużynie Dynama Kijów. Wiosną 2002 grał na wypożyczeniu w klubie Zakarpattia Użhorod, w składzie którego 16 marca 2002 debiutował w Wyższej lidze w meczu z Dynamem Kijów. Potem został wypożyczony do Obołoni Kijów, a latem 2003 do Worskły Połtawa. Na początku 2004 został zaproszony do Dnipra Dniepropetrowsk. W czerwcu 2007 został najpierw wypożyczony do Krywbasa Krzywy Róg, a zimą 2010 podpisał kontrakt z Krywbasem. 1 marca 2011 został wypożyczony do klubu Naftowyk-Ukrnafta Ochtyrka. W marcu 2013 roku zasilił skład FK Ołeksandrija, w którym występował do lata 2013.

### Kariera reprezentacyjna
Występował w juniorskich reprezentacjach Ukrainy różnych kategorii wiekowych.

## Sukcesy
- mistrz Perszej lihi: 2000/01